# Fundo Árabe para Desenvolvimento Econômico e Social

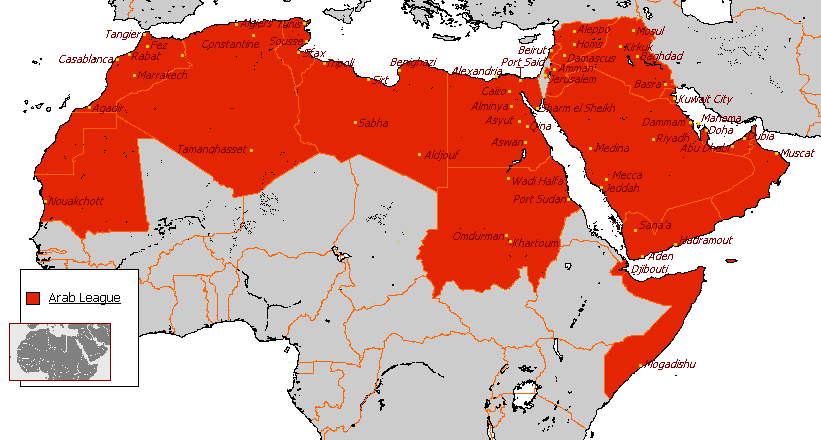
Países da Liga Árabe, destacados em vermelho. A cidade de Juba pode estar mal colocada.

Fundo Árabe para Desenvolvimento Econômico e Social (AFESD) é um organização cujo principal objetivo é financiar projetos de desenvolvimento econômico públicos e privados através de empréstimos.
Os membros são os mesmos dos da Liga Árabe.